# Stenocionops spinosissimus
Stenocionops spinosissimus is een krabbensoort uit de familie van de Majidae. De wetenschappelijke naam van de soort is voor het eerst geldig gepubliceerd in 1857 door Saussure.